# Reiner Wohlers
Reiner Wohlers (* 1963) ist ein deutscher Politiker (Partei Rechtsstaatlicher Offensive).

## Person und Beruf
Wohlers absolvierte eine Ausbildung zum Großhandelskaufmann. Er bildete sich zunächst zum Betriebswirt und später zum Fachwirt in der Grundstücks- und Wohnungswirtschaft weiter. Später arbeitete er als Prokurist bei der Firma Lidl.

## Politik
Wohlers war von Oktober 2001 bis November 2002 Mitglied der Bürgerschaft der Freien und Hansestadt Hamburg. Aus beruflichen Gründen legte er sein Mandat nieder. Als Mitglied der Hamburgischen Bürgerschaft saß er im Rechts- sowie im Bau- und Verkehrsausschuss.
| Personendaten    | Personendaten                                           |
| ---------------- | ------------------------------------------------------- |
| NAME             | Wohlers, Reiner                                         |
| KURZBESCHREIBUNG | deutscher Politiker (Rechtsstaatlicher Offensive), MdHB |
| GEBURTSDATUM     | 1963                                                    |